# هنري بلاك (محامي)
هنري بلاك هو قاضي ومحامي كندي، ولد في 18 ديسمبر 1798، وتوفي في 16 أغسطس 1873.